# Tian Shan

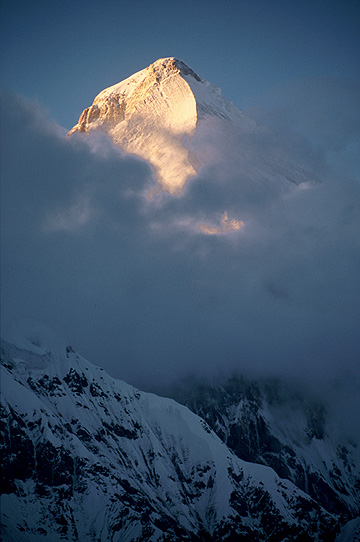
Posta de sol al Khan Tengri

El Tian Shan (en xinès: 天山; en pinyin: Tiān Shān; 'muntanyes Celestials'), també conegut com a Tien Shan i Tangri Tagh ('muntanyes dels Esperits') en llengua uigur, és una serralada muntanyosa situada a l'Àsia central. o Tengir-Too, El nom Tian Shan, usat àmpliament en la majoria de llengües del món, és una traducció al xinès del nom original uigur. La serra s'estén al nord i oest del desert del Takla Makan, a la regió fronterera amb el Kazakhstan, Kirguizstan i la província autònoma xinesa de Xinjiang. Al sud, s'uneix a les muntanyes del Pamir. També s'estén a les àrees més al nord del Pakistan i a l'estat Indi de Jammu i Kaixmir, on es troba amb l'Hindu Kush. És una de les cadenes muntanyoses més llargues de l'Àsia central, amb uns 2.800 km de llargària des de Taixkent, a l'Uzbekistan, fins a l'extrem est.
En la cartografia d'Occident, el límit est del Tian Shan és habitualment considerat just a l'oest de la ciutat d'Ürümchi, mentre que la serralada que continua cap a l'est d'aquesta ciutat és coneguda amb el nom de Bogda Shan. En canvi, en la cartografia xinesa, i ja des dels temps de la dinastia Han fins als nostres dies, el Tian Shan també inclou el Bogda Shan i la serralada de Barkol.
El Tian Shan forma part del cinturó orogènic de l'Himàlaia, que es va formar per la col·lisió de les plaques tectòniques índia i eurasiàtica a l'era cenozoica.
El cim més alt del Tian Shan és el Jengish Chokusu que, amb 7.439 m, és també el punt més alt del Kirguizstan, fronterer amb la Xina. Jengish Chokosu significa 'Independència' en idioma kirguís. Tanmateix, va ser conegut com a Cim Pobedy ('de la Victòria') mentre el territori va pertànyer a l'URSS, i és Tömür el nom oficial a la Xina (uigur). El segon cim en alçària n'és el Khan Tengri ('Senyor dels esperits'), amb 7.010 m, que és fronterer amb el Kazakhstan i el Kirguizstan. Es tracta dels dos pics amb alçada superior als 7.000 metres situats en les latituds més septentrionals del globus terrestre. El seu punt més baix és la depressió de Turpan, que és 154 m sota el nivell del mar.
Una de les primeres referències històriques a aquestes muntanyes pot estar relacionada amb la paraula xiongnu Qilian (xinès tradicional: 祁連, xinès simplificat: 祁连) – segons el comentarista de Tang Yan Shigu, Qilian és la paraula xiongnu per al cel. Sima Qian als Registres del Gran Historiador va esmentar Qilian en relació amb la pàtria dels Yuezhi i es creu que el terme es refereix al Tian Shan en lloc de les muntanyes Qilian 1.500 km més a l'est ara conegut amb aquest nom. Les muntanyes de Tannu-Ola a Tuvà tenen el mateix significat en el seu nom ("muntanyes celestes" o "muntanyes de déu/esperit"). El nom en xinès, Tian Shan, és probablement una traducció directa del nom tradicional kirguiz de les muntanyes, Tengir Too. El Tian Shan és sagrat al tengrisme, i el seu segon cim més alt és conegut com Khan Tengri que es pot traduir com "Senyor dels esperits". A la Conferència sobre el Patrimoni Mundial de 2013, la part oriental de Tian Shan a la regió de Xinjiang a l'oest de la Xina va ser catalogada com a Patrimoni de la Humanitat. La part occidental de Kazakhstan, Kirguizistan i Uzbekistan es va incloure a la llista el 2016.

## Entorn físic i natural

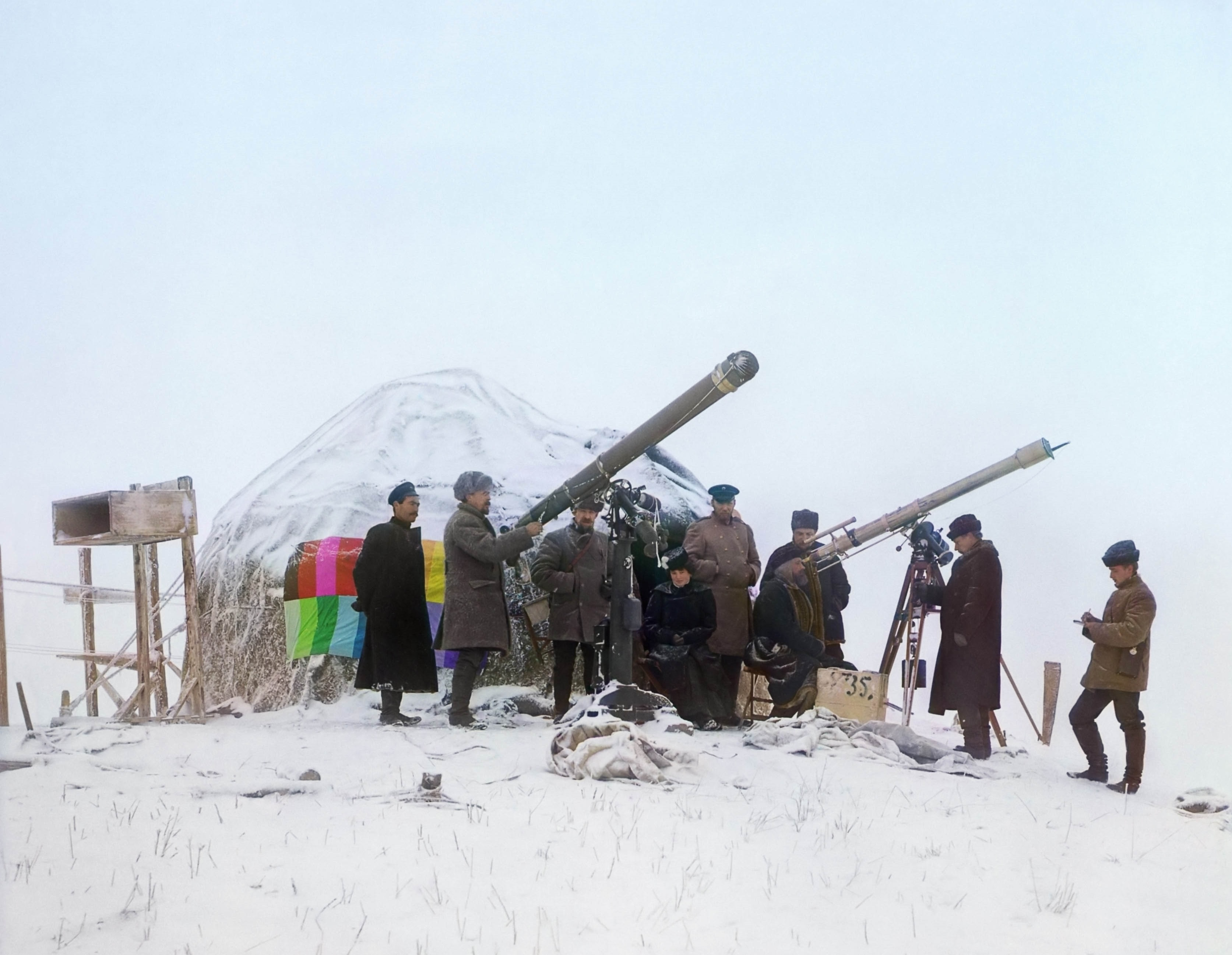
Observacions astronòmiques al Tian Shan, any 1912. Fotografia de Serguei Mikhàilovitx Prokudin-Gorski, pioner de la fotografia a color

Tian Shan es troba al nord i a l'oest del desert de Takla Makan i directament al nord de la conca del Tarim a la regió fronterera de Kazakhstan, Kirguizstan, Uzbekistan i Xinjiang al nord-oest de la Xina. Al sud s'enllaça amb les muntanyes del Pamir i al nord i a l'est es troba amb les muntanyes Altai de Mongòlia.
Els rius més importants que neixen al Tian Shan són el Sirdarià, l'Ili i el Tarim, que passen per entre alguns dels boscos més frondosos del món de Picea schrenkiana, a alçades superiors als 2.000 m. Els vessants més baixos presenten boscos salvatges de nogueres i pomeres. El congost del riu Aksu és un punt destacat del nord-oest del Tian Shan.
El pas Torugart, a 3.752 m, es troba localitzat a la frontera entre el Kirguizstan i la província xinesa de Xinjiang. La boscosa serra d'Alatau, de menor alçada i situada a la part nord del Tian Shan, és habitada per tribus de pastors que parlen llengües turqueses.
A la cartografia occidental, tal com assenyala la National Geographic Society, l'extrem oriental del Tian Shan s'entén normalment a l'est de Ürümchi, amb l'abast fins al a l'est d'aquesta ciutat coneguda com a Bogda Shan com a part del Tian Shan. La cartografia xinesa des de la Dinastia Han fins a l'actualitat està d'acord, amb el Tian Shan incloent els Bogda Shan i Barkol.

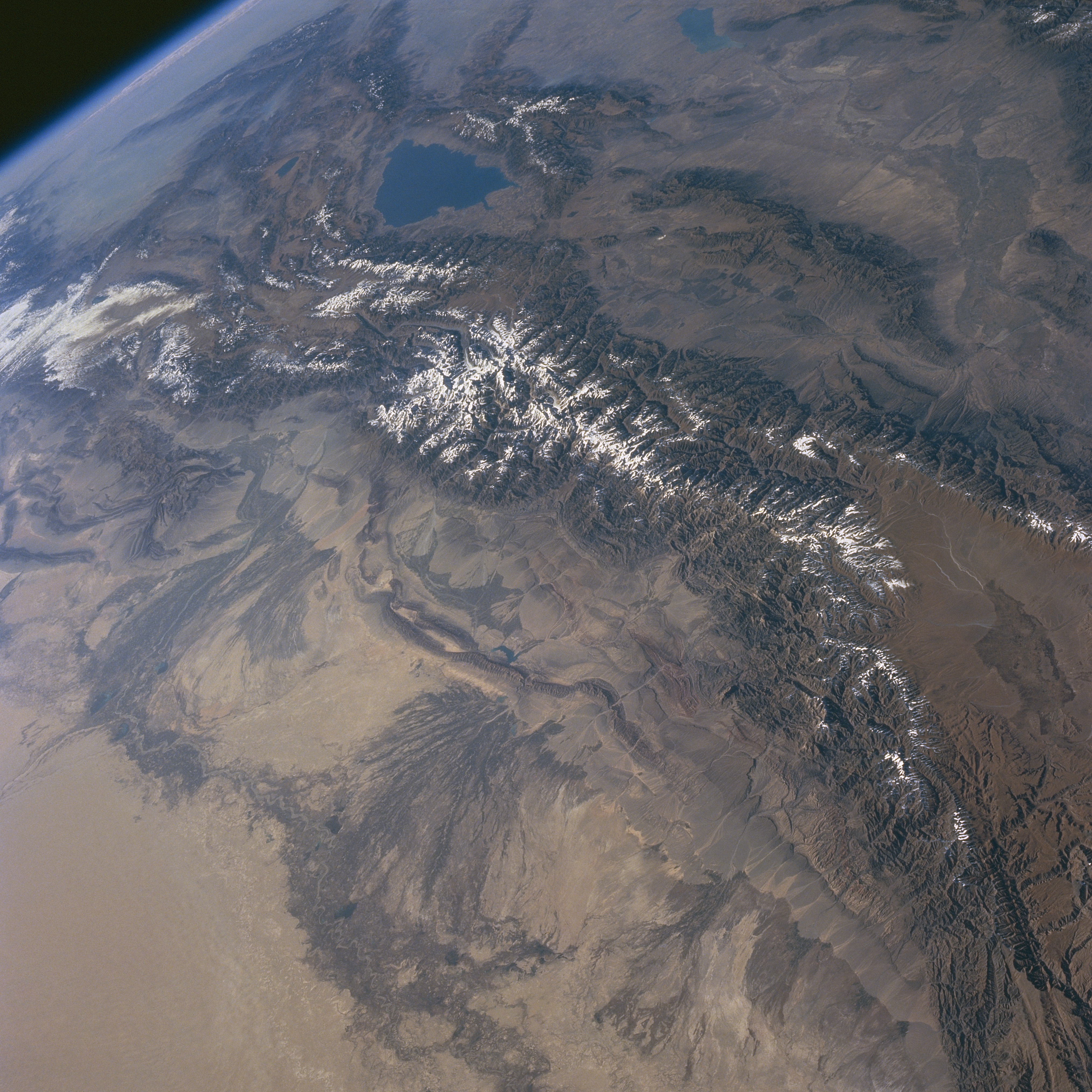
Muntanyes Tian Shan des de l'espai, octubre de 1997, amb el llac Issyk-Kul al Kirguizistan a l'extrem nord

Els Tian Shan formen part del cinturó orogènic de l'Himàlaia, que es va formar per la col·lisió de les plaques índia i eurasiàtica a l'era Cenozoica. Són una de les serralades més llargues d’Àsia central i s'estenen uns 2.900 km cap a l'est des de Taixkent a l'Uzbekistan.
El cim més alt del Tian Shan és el Jengish Chokusu (també anomenat Pic de la Victòria) a la frontera entre la Xina i el Kirguizistan. Amb 7.439 m d'alt, és el punt més alt del Kirguizstan. El segon cim més alt del Tian Shan, el Khan Tengri, es troba a cavall del tripunt Kazakhstan - Kirguizstan - Xina i amb 7.010 m és el punt més alt de Kazakhstan. Els alpinistes els classifiquen com els dos cims més al nord de més de 7.000 m al món.
Els Tian Shan estan separats de l'Altiplà del Tibet pel Takla Makan i la conca del Tarim al sud. El canó d'Aksu és una característica notable al nord-oest de Tian Shan.
El permagel continu es troba típicament al Tian Shan començant a una altitud d'uns 3.500-3.700 m sobre el nivell del mar. El permagel alpí discontinu se sol produir fins als 2.700-3.300 m, però en determinades localitzacions, per la peculiaritat de l’aspecte i el microclima, es pot trobar a cotes tan baixes com els 2.000 m.
Les glaceres de les muntanyes de Tian Shan s'han anat reduint ràpidament i han perdut un 27%, o 5.400 milions de tones anuals, de la seva massa de gel des de 1961, en comparació amb una mitjana del 7% a tot el món. Es calcula que l'any 2050, la meitat de les glaceres restants s'hauran fos.
Un dels primers europeus a visitar i el primer a descriure el Tian Shan en detall va ser l'explorador rus Piotr Semiónov-Tian-Xanski, que ho va fer a la dècada de 1850.

## Serralades
Els Tian Shan tenen una sèrie de serralades amb nom que sovint s'esmenten per separat (totes les distàncies són aproximades).

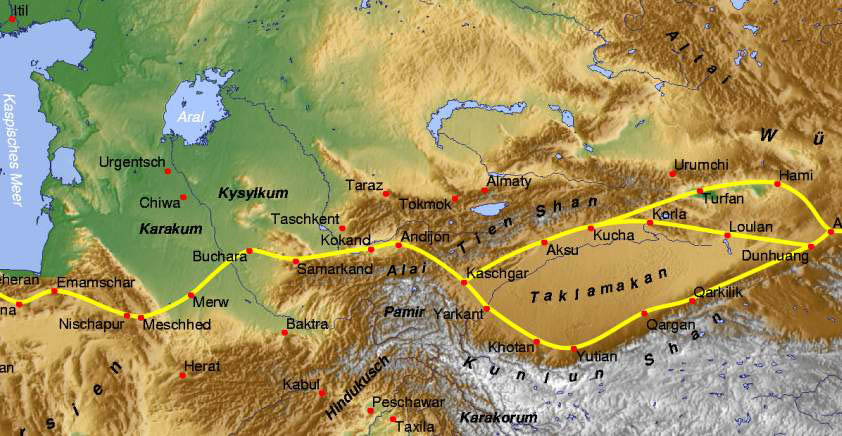
Tian Shan amb l'antiga Ruta de la seda

A la Xina el Tian Shan comença d'uns 600 a 400 km a l'est d’Ürümchi, al nord de la ciutat de Kumul (Hami) amb el Qarlik Tagh i les muntanyes Barkol. A continuació, el Bogda Shan (muntanyes de Déu) corre de 350 a 40 km a l'est d'Ürümchi. Després hi ha una zona baixa entre Ürümchi i la Depressió de Turpan. Les muntanyes Borohoro comencen just al sud d'Ürümchi i s'estenen de l'oest al nord-oest 450 km separa Jungària de la conca del riu Ili. El seu extrem nord es troba als 200 km a Jungària Alatau que s'estén a l'est al nord-est al llarg de la frontera sino-kazaka. Comencen 50 km a l'est de Taldykorgan al Kazakhstan i acaba a la Porta Jungària. El Jungària Alatau al nord, les muntanyes Borohoro al mig i la cresta Ketmen al sud fan una Z o S invertida, el nord-est tancant part de Jungària i el sud-oest tancant la vall superior d'Ili.

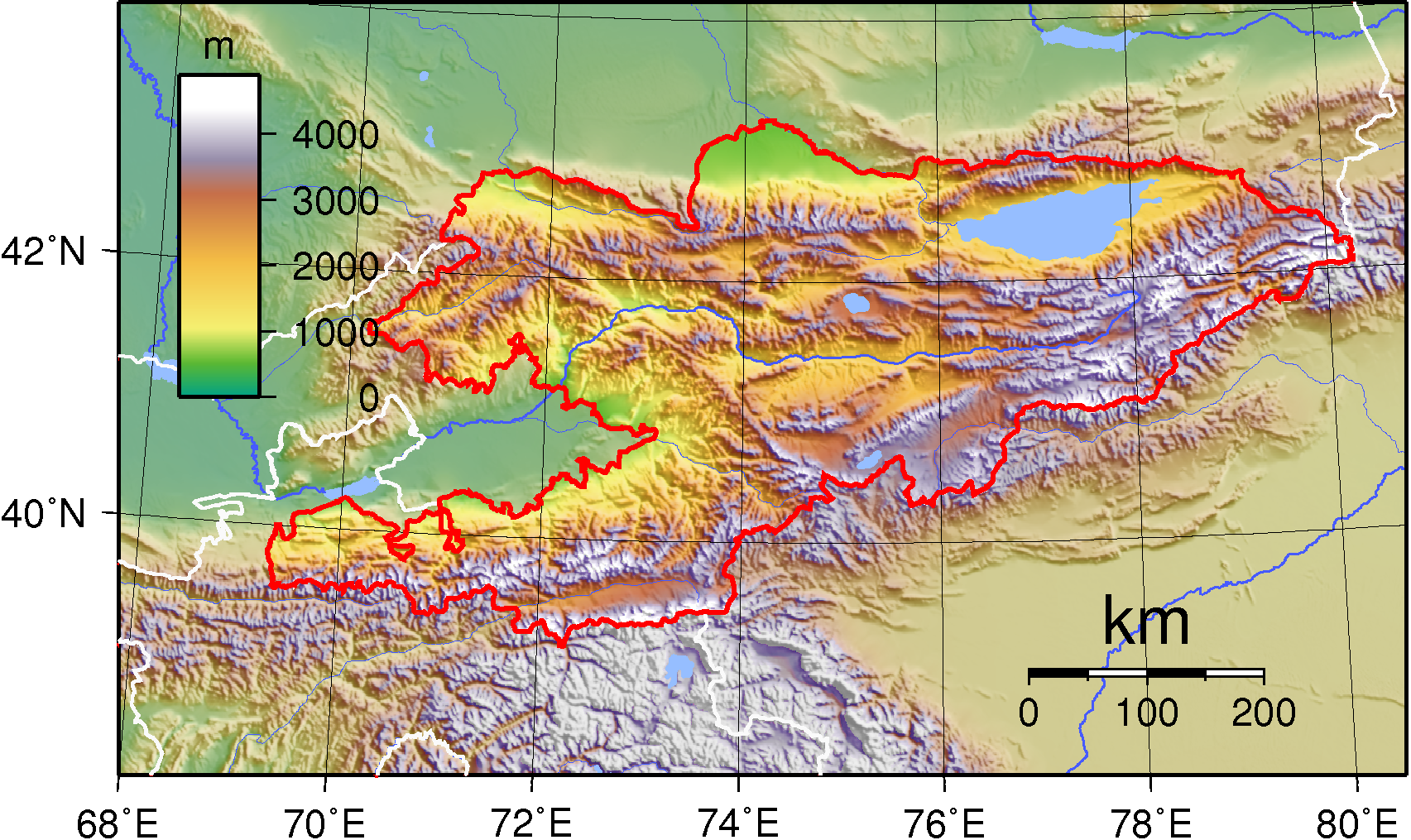
Mapa de Kirguizstan (fronteres marcades en vermell). El Tian Shan constitueix gran part del sud de Kirguizistan. El sagnat a l'oest és la vall de Fergana

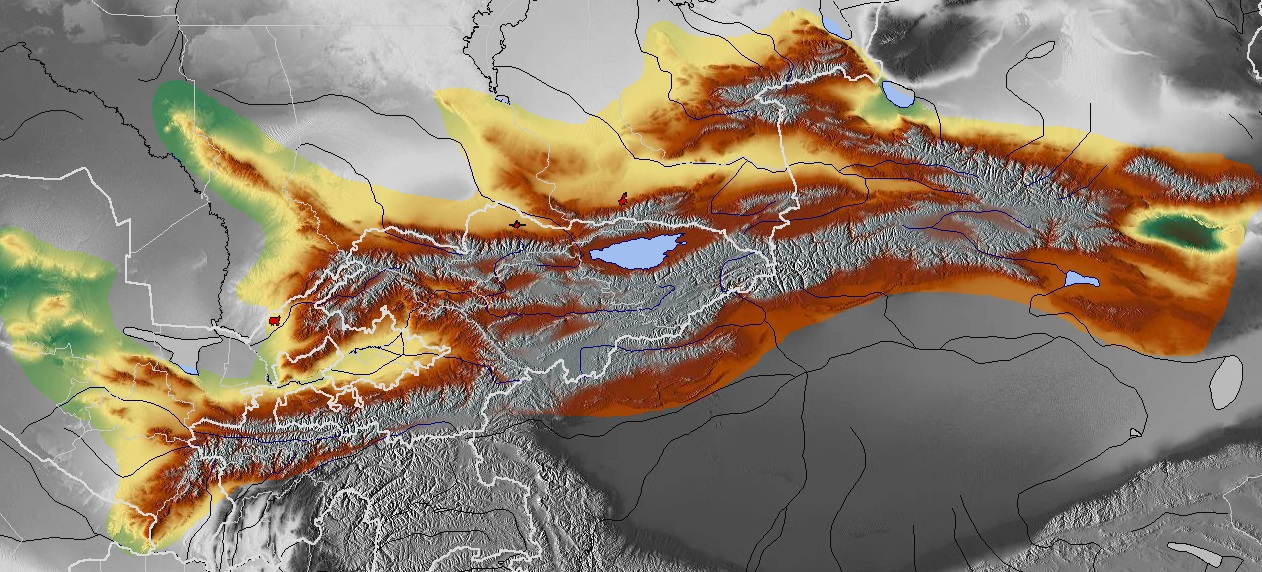
Mapa de Tian Shan

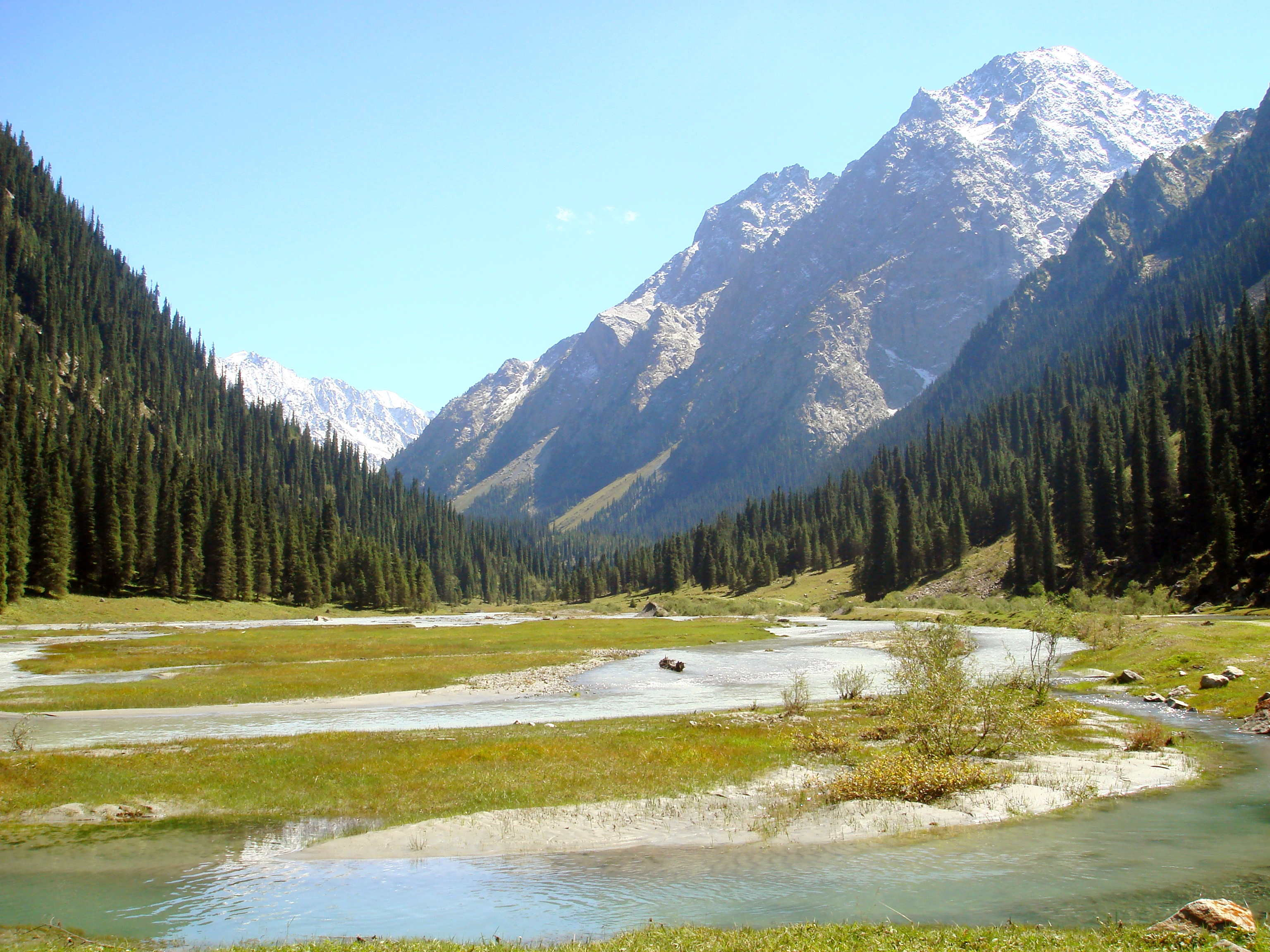
A la vall de Karakol (Província d'Issik Kul, Kirguizistan)

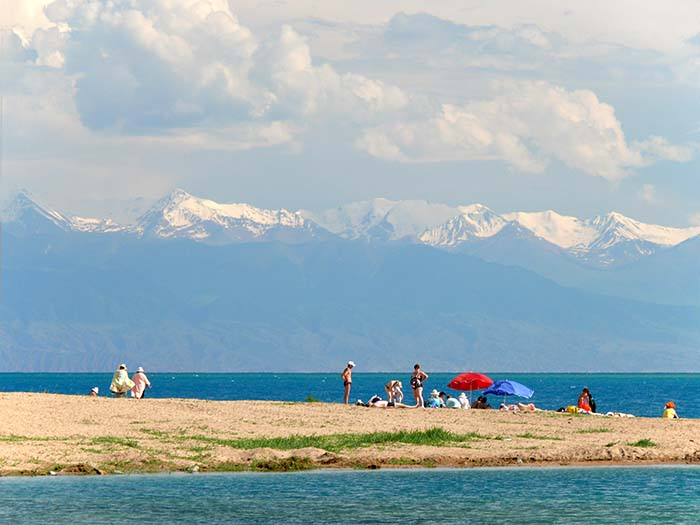
Cims nevats del Tian Shan vists des d'una platja del llac Issyk Kul

Al Kirguizstan, la línia principal del Tian Shan continua com a serra de Narat des de la base del Borohoros a l'oest 570 km fins al punt on es troben Xina, Kazakhstan i Kirguizstan. Aquí hi ha la part més alta de la serra: el Tian Shan central, amb el pic Jengish Chokusu (del Kakshaal Too) i Khan Tengri. A l'oest d'aquest, el Tian Shan es va dividir en un ull, amb el llac Issyk Kul al centre. El costat sud del llac és el Terskey Alatau i el costat nord el Kyungey Ala-Too (Ala-Too ombrívol i assolellat). Al nord del Kyungey Ala-Too i en paral·lel es troba el Trans-Ili Alatau al Kazakhstan, al sud d’Almati. A l'oest de l'ull, el rang continua 400 km com l'Ala-Too kirguís, que separa la província de Txui de la província de Narín i després el Kazakhstan de la vall superior del riu Talas, el costat sud del qual té 200 km Talas Ala-Too Range (Ala-too és una grafia kirguisa d'Alatau). A l'extrem est del Talas Alatau, la serralada de Suusamyr Too s'estén al sud-est tancant la vall o altiplà de Suusamyr.
Pel que fa a la zona al sud de la Vall de Fergana hi ha uns 800 km grup de muntanyes que es corba oest-sud-oest des del sud del llac Issyk Kul separant la conca del Tarim de la vall de Fergana. La serralada de Fergana va al nord-est cap al Talas Ala-Too i separa la conca superior de Narín de la mateixa Fergana. El vessant sud d'aquestes muntanyes es fusiona amb el Pamir al Tadjikistan (muntanyes Alay i Serralada Trans-Alay). A l'oest d'aquesta es troba la serralada del Turkestan, que continua gairebé fins a Samarcanda.

## L'edat de gel
Al marge nord de la Conca del Tarim, entre la cadena muntanyenca del Kokshaal-Tau al sud i la del Terskey Alatau al nord, s'estén entre els 100 a 120 km ampli altiplà de Tian Shan amb el seu paisatge muntanyós. El Kokshaal-Tau continua amb una longitud total de 570 km des de l'oest de Pik Dankowa (Dankov, 5.986 m) fins a l'est-nord-est fins a Pik Pobeda (Jengish Chokusu, 7.439 m) i més enllà. La cadena muntanyosa paral·lela de Terskey Alatau i l'altiplà de Tian Shan situat entremig, durant els temps glacials, estaven cobertes per xarxes de corrent de gel connectades i una glacera de l'altiplà. Actualment, el romanent interglacial d'aquesta glaciació està format pels únics 61 km de llargada al sud de la glacera Inylschek. Les llengües de sortida de la glacera de la glacera de l'altiplà fluïen cap al nord fins al llac Issik Kul a 1.605 msnm.
De la mateixa manera, la forta glaciació superava els 50 km d'ample a la zona d'alta muntanya del Kungey Alatau, connectant al nord d'Issik Kul i s'estén fins a l'avantpaís de la muntanya prop d'Alma Ata. El Kungey Alatau té 230 km de llargada. Des del Kungey Alatau, les glaceres glacials també van néixer al llac Issyk Kul. La vall de Chon-Kemin es va glaciar fins a la seva entrada a la vall de Chu. Des de l'allargament oest del Kungey Alatau —és a dir, la serralada Kirgizskiy Alatau (42° 25 ′ N/74–75° E)— les glaceres glacials van baixar fins a l'avantpaís de la muntanya fins a 900 m snm (a prop de la ciutat de Bixkek). Entre d'altres, la glacera de la vall d'Ak-Sai hi ha desenvolupat una glacera d'avantpaís de muntanya.
En conjunt, la glaciació glacial de Tian Shan va ocupar una àrea al voltant de 118.000 km². La línia de neu de la glacera (ELA) entre l'àrea d'alimentació de la glacera i la zona de fusió va ser uns 1.200 m més baixa durant l'última edat de gel que avui. Sota la condició d'una relació de precipitació comparable, resultaria d'això una depressió de la temperatura mitjana anual de 7,2 a 8,4 °C per a l'últim màxim glacial en comparació amb l'actual.

## Ecologia

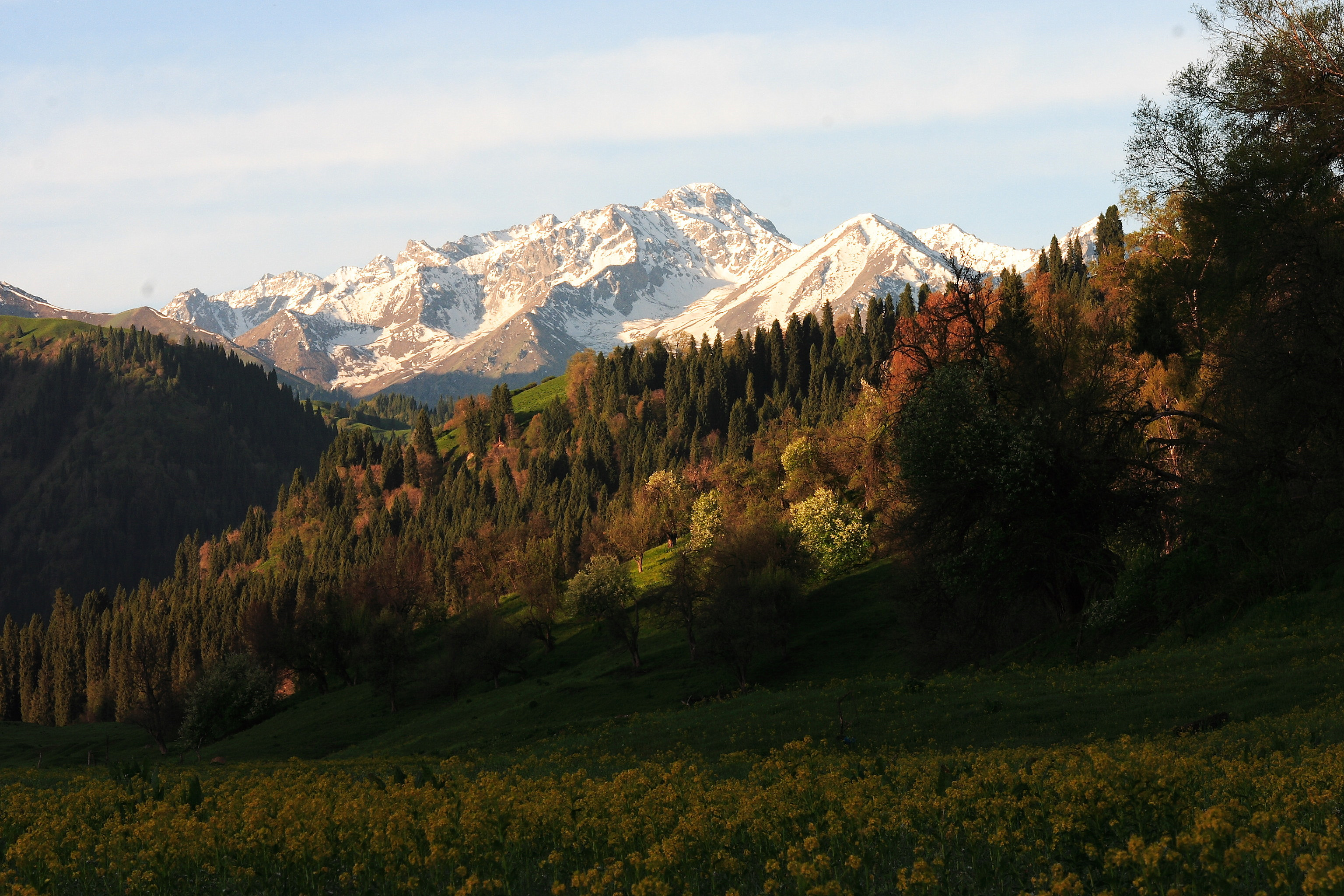
Vall de Koldeneng a la prefectura d'Ili

El Tian Shan té importants boscos d'avet de Schrenk (Picea schrenkiana) a altituds de més de 2.000 m; els vessants més baixos tenen boscos naturals únics de nogueres silvestres i pomeres.
El Tian Shan en el seu passat geològic immediat es va protegir de la glaciació a causa de la influència càlida "protectora" del clima monsònic de l'oceà Índic. Això va definir les seves característiques ecològiques que podrien mantenir la seva ecosfera distintiva. Les muntanyes estaven sotmeses a canvis geològics constants amb sistemes de drenatge en constant evolució que van afectar els patrons de vegetació, a més d'exposar sòls fèrtils perquè les plantes emergents hi prosperessin.
Les tulipes es van originar a les muntanyes de Tian Shan. Després, la planta va arribar a Turquia per la Ruta de la seda i es va convertir en un símbol de l'Imperi Otomà.
A la zona es van establir i van prosperar avantpassats d'una important vegetació de cultius, entre ells: albercocs (Prunus armeniaca), peres (Pyrus spp.), magranes (Punica granatum), figues (Ficus), cireres (Prunus avium) i moreres (Morus). La regió de Tian Shan també incloïa animals com l'ós, el cérvol i el senglar, que van ajudar a difondre llavors i ampliar la diversitat ecològica.
Entre la vegetació que va colonitzar el Tian Shan van venir, probablement a través d'ocells de l'est, els avantpassats del que coneixem com la poma "dolça". La fruita probablement semblava una poma amarga, petita i de tija llarga, com la del Malus baccata, el pomer siberià.

## Clima
Tian Shan té un clima alpí (classificació climàtica de Köppen ETH).

## Tengrianisme
Al Tengrianisme, Khan Tengri és el senyor de tots els esperits i la deïtat suprema de la religió, i és el nom que rep el segon cim més alt de Tian Shan.